# Josef Breitenbach
Josef Breitenbach  (Múnich 3 de abril de 1896 - Nueva York 7 de octubre de 1984) fue un fotógrafo que perteneció al surrealismo.

## Primeros años
Hijo de una familia de ascendencia judía, de clase media y comerciante de vino, el joven Josef Breitenbach estudió en una escuela secundaría de educación técnica desde 1912 a 1915. Allí se formó como vendedor para una firma de herramientas y, luego, como contador para una empresa de seguros. En ese contexto, llegó a la mayoría de edad durante los años de la Primera Guerra Mundial. Asistió a la Universidad Ludwig-Maximillian en Múnich (filosofía e historia del arte, 1914 a 1917) y participó como miembro activo del ala pacifista del partido Socialdemócrata alemán. En 1918, tomó parte en la golpe de Estado de inspiración soviética que dio origen a la República Soviética de Baviera, que fue el primer destello de la revolución en Alemania. Por unos pocos meses, incluso, Breitenbach ocupó un puesto oficial en el nuevo gobierno. Aunque la revolución tuvo una corta vida, los lazos que había formado con los círculos radicales de los intelectuales de Múnich le fueron útiles para establecer, años más tarde, su reputación como fotógrafo.
En 1932, luego de varios años sin éxito a la cabeza del negocio familiar, período durante el cual se dedicó al perfeccionamiento en el uso de la cámara, Breitenbach abrió su primer estudio fotográfico. Sus clientes eran destacados miembros de la bohemia de Múnich, incluyendo actores y actrices del teatro de Múnich. Esta ciudad era un bastión de los libertarios y las personas refinadas, cuyo espíritu fue capturado por Breitenbach en los retratos teatrales de su amigo, el periodista Theodore Riegler. Ese mundo desapareció en 1933 con el ascenso de Hitler.

## Los años de la Guerra
Más que su origen judío, el pasado político del fotógrafo lo tornó foco de persecución. En agosto de 1933 un grupo de asalto de las Sturmabteilung (SA), miembros del ejército privado de Hitler, golpeó la puerta de su estudio. Usando una fotografía de Franz von Papen que había tomado un año antes, cuando el noble había sido canciller de Alemania, y una carta de agradecimiento que había recibido; Breitenbach convenció a la tropa de que él estaba bajo la protección de Pappen. Con su pasaporte a punto de caducar, Breitenbach viajó a Francia pocos días después, uniéndose a los otros alemanes exiliados en París en busca de refugio.
La revolución Surrealista se tornó, por entonces, hegemónica en la escena artística parisina. Pronto, luego de su llegada, Breitenbach entró en contacto con André Breton y su círculo. Como prefería conservar su independencia, no se hizo miembro del grupo surrealista, pero dio muestras de su trabajo en las importantes exhibiciones de fotografía surrealista junto a Man Ray, Jacques-André Boiffard, Brassaï, Eli Lotar, Henri Cartier-Bresson y Roger Parry.
Breitenbach sólo vivió en París por seis años, hasta que la guerra culminó en 1939. Durante ese período, produjo algunos de sus trabajos más ingeniosos. Adoptó muchas de las técnicas escogidas por los nuevos fotógrafos de por entonces: sobreimpresión, montaje, solarización, impresión en negativo y el fotograma. Destaca, por otra parte, por ser uno de los pocos artistas que produjeron fotografía en color en los años anteriores a la Guerra. Ejemplo de eso son las fotografías de Montparnasse, el retrato de una mujer en rojo y negro, entre otros. De todas formas, esas impresiones no era aún en color, se coloreaban usando distintos procesos. 
Asimismo, durante su estadía en París, fue un miembro activo de la comunidad de alemanes exiliados, desde la que pusieron en alerta a los países democráticos de la amenaza del fascismo. Participó en la exposición "Cinco años de la dictadura de Hitler" realizada por la unión de artistas alemanes libres en 1938.
Un punto culminante para Breitenbach fue su colaboración con Bertolt Brecht, de la que quedan los retratos del dramaturgo. La guerra interrumpió este segundo capítulo en la vida del fotógrafo. Apresado por los franceses como un extranjero sospechoso y luego reclutado dentro de un cuerpo civil compuesto por extranjeros, Breitenbach finalmente escapó a Nueva York desde Marsella en 1941.

## Nueva vida en Estados Unidos
Aparentemente, Breitenbach no tuvo problemas para adaptarse a la vida de Estados Unidos. Nueva York, la ciudad en la que pasaría el resto de su vida, se convirtió en su hogar, como lo evidencia su fotomontaje de 1942, "We New Yorkers". Él respondió al ritmo eléctrico de la ciudad al componer fotografías como "Radio City" (1942). 
Las décadas de 1950 y 1960 tuvieron años de una intensa actividad para Breitenbach.  Entre otras cosas, realizó un reportaje fotográfico en Asia para las Naciones Unidas. Expuso ampliamente sus fotografías, incluyendo el Museo de Arte Moderno y el Museo Metropolitano de Arte. El tiempo que no pasaba viajando, lo dedicó a la enseñanza en la Cooper Union y en La Nueva Escuela.

## Después de vida
Desde su muerte, se han producido 26 exhibiciones exclusivas de sus obras en Nueva York, París, Berlín, Múnich y otras ciudades de Europa y los Estados Unidos. Se han publicado, asimismo, ocho libros sobre su obra. El archivo de Josef Breitenbach se encuentra en el Centro para la Fotografía Creativa en la Universidad de Arizona, Tucson.

## Publicaciones
Josef Breitenbach Photographien.  München; Paris; London: Schirmer/Mosel, 1996. Print.
Dryansky, Larisa.  Josef Breitenbach.  Paris: les Éditions de l'Amateur and musée Nicéphonre Niépce, 2001. Print.
Dryansky, Larisa. Josef Breitenbach Manifesto.  Portland: Nazraeli Press LLC, 2008.  Print